# Осипчук, Владимир Вильевич
Влади́мир Ви́льевич Осипчу́к (17 августа 1960, Харьков — 31 октября 1990, Ялта) — советский актёр театра и кино.

## Биография
Родился 17 августа 1960 года в Харькове.
В 1983 году окончил Ленинградский институт театра, музыки и кинематографии, курс Аркадия Иосифовича Кацмана и Льва Додина. За годы учёбы сыграл заметные роли в знаменитых спектаклях «Братья Карамазовы» (штабс-капитан Снегирёв) и «Ах, эти звёзды!» (Валерий Леонтьев).
С 1983 по 1990 годы — актёр Ленинградского Малого драматического театра. Первой работой на профессиональной сцене стала роль Оскара Борисовича в спектакле «Счастье моё» по пьесе А. Червинского. Наибольшую известность принесли роли Джека в спектакле «Повелитель мух» по роману У. Голдинга и Александра в спектакле «Звёзды на утреннем небе» по пьесе А. Галина.
В кино первую большую роль сыграл в 1984 году в фильме М. Ордовского «Каждый десятый». Принимал участие в дубляже отечественных и зарубежных фильмов.
Покончил жизнь самоубийством 31 октября 1990 года, разбившись в результате падения из окна седьмого этажа гостиницы во время съёмок фильма «Меченые» в Ялте. По мнению обозревателя «Нового литературного обозрения» Ольги Егошиной, обстоятельства гибели актёра так и не были до конца прояснены. Похоронен на Волковском кладбище в Ленинграде.
Был близким другом актёра Алексея Нилова.

## Творчество

### Роли в театре
- 1983 — «Счастье моё» — Оскар Борисович
- 1985 — «Братья и сёстры» — Тимофей Лобанов
- 1986 — «Повелитель мух» — Джек
- 1987 — «В сторону солнца» — Писатель
- 1987 — «Звёзды на утреннем небе» — Александр
- 1988 — «Возвращённые страницы» — Чтец

Также играл в спектаклях «Дом» (Калина Иванович Дунаев), «Золушка» (Принц), «Муму» (Капитон)

### Фильмография
- 1984 — Каждый десятый — Степан
- 1984 — Иван Павлов. 2-я серия. Поиски истины — Алексей Федоров
- 1984 — Огни  — инженер Чалисов
- 1984 — Челюскинцы — Николай Петрович Каманин
- 1985 — Расследует бригада Бычкова — Полетайка
- 1987 — Залив счастья — Николай Константинович Бошняк, лейтенант
- 1988 — Большая игра — Филипп, секретарь Майкла Вэлша
- 1988 — Отцы  — Сафонов
- 1988 — Дон Жуан, или Любовь к геометрии — дон Родериго
- 1988 — Эти… три верные карты… — Томский
- 1988 — Будни и праздники Серафимы Глюкиной — Максим, корреспондент радио
- 1989 — То мужчина, то женщина
- 1989 — Убегающий август — Глеб
- 1989 — Чёрный кот
- 1991 — Тартюф, и нет ему конца (фильм-спектакль) — Тартюф
- 1993 — Раскол — Лев Давидович Троцкий

### Озвучивание
- 1964 — Красная пустыня (Италия, Франция)
- 1983 — Выстрел в лесу — Каспарс (роль Юриса Лиснерса)
- 1983 — Женщина и четверо её мужчин — Младший сын (роль Саулюса Баландиса)
- 1986 — Короткое замыкание (США)
- 1986 — Взломщик — Костя (роль Константина Кинчева)
- 1987 — Стеклянный зверинец (США)